# Великі економісти до Кейнса
«Великі економісти до Кейнса: знайомство з життям і працями 100 економістів минулого» (англ. Great Economists Before Keynes: A Introduction to the Lives and Works of 100 Economists of the Past) — твір британського історика економічної науки Марка Блауга, виданий у 1986 та перевиданий у 1997 роках.
У передмові автор зазначає суб'єктивність свого вибору, але вважає, що якби серед економістів було проведено опитування, то 90 чи 95 персон з його списку обов'язково потрапили б до числа великих.
Кожна стаття в книзі складається з декількох блоків: спочатку аналізуються основні ідеї вченого, розглядаються його основні твори, а закінчення присвячено біографії економіста.
Книга є продовженням опублікованої 1985 році книги «Великі економісти після Кейнса».
У російському перекладі книга опублікована під назвою «100 великих економістів до Кейнса» (Санкт-Петербург:  Економічна школа, 2005).

## Список економістів
На думку М. Блауга, великими економістами до Кейнса є (в алфавітному порядку, а не за оцінками заслуг і впливу):
1. А. Афтальон
2. Е. Бароне
3. Ф. Бастіа
4. Ч. Беббідж
5. В. Бейджхот
6. С. Бейлі
7. Е. Бем-Баверк
8. Дж. Бентам
9. Д. Бернуллі
10. Е. Бернштейн
11. Л. Борткевич
12. А. Боулі
13. Л. Вальрас
14. А. Вебер
15. М. Вебер
16. Т. Веблен
17. Ф. фон Візер
18. К. Віксель
19. П. Вікстід
20. Ф. Галіані
21. Р. Гільфердінг
22. Дж. Гобсон
23. Г. Ґоссен
24. Ч. Давенант
25. У. Джевонс
26. Р. Джонс
27. Г. Джордж
28. Ж. Дюпюі
29. Ф. Еджуорт
30. Р. Елі
31. К. Жугляр
32. В. Зомбарт
33. В. Каннінгем
34. Р. Кантільон
35. Г. Кассель
36. Дж. М. Кейнс
37. Дж. Н. Кейнс
38. Ф. Кене
39. Г. Кері
40. Дж. Кернс
41. Дж. Б. Кларк
42. Дж. М. Кларк
43. Дж. Клепхем
44. Дж. Коммонс
45. Н. Кондратьєв
46. О. Курно
47. О. Ланге
48. В. Лаунхардт
49. К. Леслі
50. Ф. Ліст
51. Дж. Ло
52. Дж. Лодердейл
53. Дж. Лок
54. С. Лонгфілд
55. Р. Люксембург
56. Дж. Мак-Куллох
57. Т. Мальтус
58. Т. Ман
59. Х. фон Мангольдт
60. Б. де Мандевіль
61. К. Маркс
62. А. Маршалл
63. К. Менгер
64. Дж. С. Мілль
65. У. Мітчелл
66. Т. Мур
67. Д. Норт
68. С. Ньюкомб
69. Р. Оуен
70. В. Парето
71. В. Петті
72. А. Пігу
73. П. Прудон
74. Д. Рікардо
75. Д. Робертсон
76. В. Рошер
77. Дж. Рей
78. Г. Саймонс
79. Е. Селігмен
80. Н. Сеніор
81. Анрі Сен-Сімон
82. Г. Сіджуік
83. Ш. де Сісмонді
84. Е. Слуцький
85. А. Сміт
86. Дж. Стюарт
87. Ж.-Б. Сей
88. Г. Торнтон
89. Р. Торренс
90. Т. Тук
91. І. фон Тюнен
92. А. Тюрго
93. Е. Уейкфілд
94. Ф. Феттер
95. І. Фішер
96. Е. Чемберлін
97. Г. Шмоллер
98. А. Шпитгоф
99. Й. Шумпетер
100. Д. Юм